# 2025年亞美尼亞未遂政變指控
在亞美尼亞總理尼科爾·帕希尼揚領導的政府嘗試推翻亞美尼亞使徒教會首腦加雷金二世後，引發反對派強烈反彈。到亞美尼亞標準時間2025年6月25日，亞美尼亞國家安全局宣佈，已拘捕曾領導2024年亞美尼亞抗議的大主教巴格拉特·加爾斯坦揚及另外14名反對派人士。數日後，大主教米凱爾·阿賈帕希安亦被捕。

## 背景
這是亞美尼亞三年內被指涉及的第四次政變陰謀。2023年9月，國家安全局聲稱挫敗哈恰基爾納民兵組織的計劃，據指他們意圖推翻政府，以迫使當局重開拉欽走廊，並直接向阿爾察赫提供軍援。同年11月，國家安全局又破獲據稱由反對政府在納戈爾諾-卡拉巴赫不干預立場的國民民主聯盟支持的政變計畫。到2024年9月，國家安全局指控阿爾巴特營與黑豹在俄羅斯政府資助下策劃推翻帕希尼揚，並建立親俄政權。
同年稍早，當帕希尼揚宣佈與阿塞拜疆劃界、正式結束敵對狀態，同時試圖加強與美國及歐盟的關係時，亞美尼亞爆發大規模示威。示威由塔武什教區主教、曾任加拿大亞美尼亞使徒教會主教的巴格拉特·加爾斯坦揚領導，他批評政府親西方取態「不自然」，認為亞美尼亞應屬前蘇聯陣營，與集體安全條約組織及歐亞經濟聯盟保持一致。
在抗議爆發前，帕希尼揚曾企圖推翻教會領袖加雷金二世。示威前幾日，商人薩姆維爾·卡拉佩蒂安因批評政府打壓教會而被捕，住宅亦遭搜查，且面臨把其「亞美尼亞電網」國有化的威脅。

### 陰謀指控
抗議期間，加爾斯坦揚與其支持者建立一個名為「神聖鬥爭」的組織，並公開要求帕希尼揚下台，由他接任總理。這與「為家園的塔武什」過往的抗爭行動相呼應。
國民民主聯盟指，當加爾斯坦揚得知因持有加拿大國籍而無法依法出任公職後，他隨即策劃集結一批支持者，反對政府把部分領土交予巴庫控制的協議。到被捕時，該組織已有約1000人，成員多為退役軍人及警察。他們被分成小組，分別負責堵路、癱瘓網絡等任務。

## 拘捕
當局拘捕15名涉嫌參與政變計劃的人士，包括加爾斯坦揚本人，而總共有16人遭到控告，罪名為密謀發動政變。國家安全局在搜查加爾斯坦揚及其30名親信的住處時，據稱發現武器、炸藥和其他「危險物品」。不過，在加爾斯坦揚的私人住所，當局據稱僅發現在2024年抗議中常用的煙霧彈。

## 抗議
加爾斯坦揚被捕時曾威脅政府說：「無論你們做甚麼，時間已所剩無幾。撐住，我們很快就到」及「尼科爾是叛徒」。不過，他的律師否認任何刑事不當，形容這只是「政治抹黑」。加爾斯坦揚和其他14人目前被羈押候審。
6月26日，亞美尼亞使徒教會希拉克教區主教米凱爾·阿賈帕希安亦被調查，指控他「公開呼籲奪取政權及以暴力推翻憲政秩序」。在葉里溫外瓦加爾沙帕特的埃奇米阿津教廷外，信眾舉行集會抗議，阻止他被捕，期間教堂鐘聲不斷響起，氣氛緊張。當紅貝雷部隊到場準備拘捕時，加爾斯坦揚告訴支持者，他會主動自首，其後安全部隊亦選擇撤退以避免局勢升溫。在凌晨的聆訊中，其被裁定根據《亞美尼亞刑法典》第422條第2款（包括公開呼籲奪權、破壞領土完整、放棄主權或以暴力推翻憲政秩序）羈押兩個月。他不承認任何指控。

## 反應

### 國內
反對派「亞美尼亞」黨團表示，若阿賈帕揚願意接受總理提名，他們將會發動或支持對政府的不信任動議。不過，加爾斯坦揚強調，他對擔任神職已感到滿足，無意被提名為總理。

### 國際
加拿大全球事務部表示，已知悉一名加拿大公民在亞美尼亞被捕，並指領事人員正與當地政府接觸，了解詳情。
此外，耶路撒冷亞美尼亞宗主教諾爾漢·馬努基揚大主教亦發聲譴責紅貝雷部隊的行動。